# 青田昇
青田 昇（あおた のぼる、1924年11月22日 - 1997年11月4日）は、兵庫県三木市出身のプロ野球選手（外野手）・コーチ・監督、解説者・評論家。五女は元女優・元タレントの青田浩子、六女は元グラビアアイドルの青田恵子。
1940年代から1950年代にかけてのNPBを代表する長距離打者。1942年に瀧川中を中退して巨人に入団すると秋季リーグで新人ながら打率.389で首位打者を、翌1943年は42打点で打点王を獲得。戦後は阪急に在籍するが、1948年に巨人に復帰すると、打率.306、25本塁打で二冠王となる。1951年にも32本塁打、105打点で再び二冠王となり、巨人の二リーグ分立後初優勝に貢献した。1953年洋松（のち大洋）に移籍後も3度の本塁打王になるなど、通算5回の本塁打王のタイトルを獲得。豪快な打撃と好守備でジャジャ馬と呼ばれ人気を集めた。通算265本塁打は当時のNPB記録。引退後は阪神・阪急でヘッドコーチを務めて両チームを優勝に導き優勝請負人との異名を取る。のち、大洋でコーチ・監督を歴任。1979年オフに巨人に26年ぶりに復帰すると、監督の長島茂雄とともに地獄の伊東キャンプを張って巨人の若手選手を鍛え上げるが、翌春に舌禍により辞任。その後は、野球解説者として人気を博した。2009年野球殿堂入り。

## 経歴

### 学生時代
尋常小学校時代は柔道を習っていた。楠高等小学校に進学すると柔道部が無かったため、野球に転向。
高等小学校の2年先輩で旧制瀧川中に通っていた別所昭が野球部長に紹介し、瀧川中に進学。入学当時は別所の控え投手であったが、1940年に監督となった前川八郎により、外野手へコンバートされた。同年と1941年の春の甲子園に、当時のエースであった別所と共に出場。1941年は優勝候補に挙げられるものの、2回戦で別所が骨折し延長戦の上岐阜商業に惜敗したが、青田は優秀選手賞を獲得している。当時から無類の強肩で、瀧川中3年生時には手榴弾投げ81m50cmの記録を作ったという。
1942年は卒業した別所に代わって小林章良がエースとなり、後年になって前川が「必ず全国制覇できた」と悔しがるほど滝川中学の戦力が充実していたが、戦況悪化に伴い甲子園大会が春夏ともに中止となった。そのため青田は同年7月に17歳で東京巨人軍に入団。契約金は1000円、月給130円であった。

### 現役時代
同年の夏季は15打席で無安打に終わるが、秋季では新人ながらリーグトップの打率.389を記録。1943年は相手に研究されて不調に陥る中、42打点で打点王のタイトルを獲得。打率.223、本塁打0本は史上最低打率・本塁打での打点王獲得という珍しい記録となった。
1944年には巨人軍を退団し、自らの志願で陸軍航空隊に入隊した。加古川戦闘隊に配属され、特攻隊にも志願するが受け入れられず、結局出撃命令を受ける前に終戦となる。1945年8月15日に終戦の報を聞くと、その日の間に高砂市の兄夫婦の家に徒歩で帰ったという。
1945年9月に終戦後いち早く勧誘があった阪急軍へ入団し、球界に復帰。戦前の巨人退団時に、戦争が終わったら巨人に復帰する約束を読売新聞の正力松太郎社長と交わしていたが、巨人側の受け入れ体制が整わず、巨人から阪急に貸す形での入団となった。そのため、阪急入団時に契約金はなく、1948年の巨人復帰時も円滑に移籍が実現している。1946年は野口二郎とクリーンナップを組んで3番を打ち、リーグ11位の打率.294を記録。「ジャジャ馬」のニックネームもこの頃に付けられたという。この年に20本塁打のプロ野球記録を打ち立てた大下弘に影響を受け、1947年には長距離打者への打法改造に取り組む。打撃コーチもいない中で試合後バックネットに向かって、左手一本で200-300本もノックを打ち続ける自己流の練習を続けた。その結果、打率は.233と大きく落とす一方で、リーグ3位の11本塁打と記録を大幅に伸ばした。
1948年に三原脩総監督の誘いで巨人に復帰。復帰にあたって、1947年途中から阪急の指揮を執った浜崎真二監督との関係を取り沙汰するマスコミもあった。しかし実際には、青田は浜崎にも去就について相談しており、大打者である川上哲治の近くでプレーすることで青田自身が大成することに繋がるとして、巨人復帰に賛成してくれたという。なお、阪急での給料は8000円であったが、巨人に移ると一気に16000円に倍増した。1948年春の別府キャンプでは、青田・川上・千葉茂に三原を加えた4名で、旅館の地下室で連日バットを振りながら打撃の議論を行う夜の打撃研究会を敢行し、「どうしたらもっとホームランを打てるか」の研究に没頭した。青田は後年、川上・千葉と集まると、「あの時の打撃研究会が、その後の日本のバッティングの基礎を作った」と主張してはばからなかったという。同年に青田は川上と熾烈な本塁打王争いを演じ、1946年に大下が作った20本を抜く当時のプロ野球記録となる25本を記録して、二人で本塁打王を分け合った。また、この年は打率も山本一人・小鶴誠と僅差で争うが、閉幕試合の南海ホークス戦で三塁手・山本の目の前にセーフティバントを決めて競り勝ち、打率.306で首位打者も獲得、二冠王となった。また、初めてベストナインにも選出された。同年の174安打は金田正泰を、284塁打は大下弘を抜く当時の日本記録となった（いずれも翌年に藤村富美男が更新）。1949年オフに発生した三原監督排斥運動では、「三原が青田をトレードで放出しようとしている」という噂を信じて運動に参画。結局、三原は退陣して総監督となる。間もなく実際には、巨人のフロントから出た青田トレード案を三原が阻止したことが真実であることを知った。

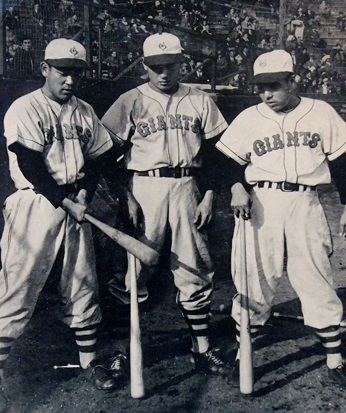
第一次巨人黄金時代の打の主力3人。左から青田、川上哲治、千葉茂

翌1950年春には三原から、もし西鉄クリッパーズの監督になったら一緒に九州へ行ってほしいと声をかけられ、排斥運動での経緯もあって青田はすぐさま応諾したという。この年は打率.332（リーグ3位）、33本塁打、134打点（リーグ4位）と打撃3部門全てでチームトップの成績を残し、二度目のベストナインを獲得した。なお、盗塁数は29でトリプルスリーを逃している。同年の猛打賞20回は当時の日本記録（1952年に与那嶺要が更新）。同年オフ、三原の巨人退団・西鉄監督就任に連れだって、青田も西鉄に移籍しようとする。初めのうちは、西鉄の球団幹部も巨人から青田を強引にパ・リーグの球団へ引っ張ることに躊躇していたが、1949年暮れの青田の契約更改で「2年契約で100万円、1年経過して半額の50万円を返せば自由」との契約をしており、その契約書を見て幹部も引き抜きを決断したという。1951年1月20日に青田は巨人退団を表明し、1月23日に三原と主将の川崎徳次立ち会いの元、西鉄代表の西亦次郎と契約まで取り交わす。トラブルが起きるのを避けるため、まず三原と青田を西鉄との合併話が水面下で進んでいたセ・リーグ所属の西日本パイレーツと契約させ、そのあとで西日本と西鉄との合併を通じて、二人をパ・リーグ所属とする段取りまで決まっていた。その後、青田は神戸へ帰省するが、セントラル野球連盟の関西支社長だった小島善平から選手資格の剥奪を仄めかされつつ、読売新聞の副社長・安田庄司と話し合うように勧められる。三原からは全く連絡がなく不安を感じていた青田は帰京を決意し、小島と読売新聞本社へ向かった。本社の玄関には、のちのセ・リーグ会長の鈴木龍二が待っており、さらに応接室には球団代表の宇野庄司を始め、監督の水原、川上・千葉・藤本・別所ら主力選手が顔を並べていた。その場で球団幹部や主力選手らとともに並んで「記念写真」を撮られ、翌日の新聞には青田が巨人へ復帰したとの記事が出て、2月6日にあっけなく青田の巨人残留が決定した。青田は「自分の問題で両リーグの協調が破れては申し訳ない結果になるのを恐れ、自分さえ巨人軍に戻れば、円満解決すると思った。三原さんに了解を求めたが、西日本との契約が正しいが君の意志は束縛しないと言われた」と巨人復帰の声明を出している。

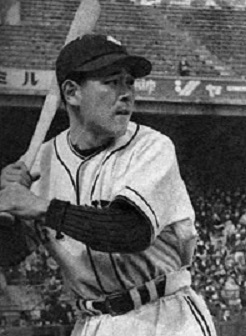
巨人時代の青田

1951年シーズンは打率.312（リーグ9位）ながら、32本塁打と105打点はリーグトップで二度目の二冠王となり、打率.377を打った川上と打撃三部門を独占。青田は最優秀選手は自分が取れると自負していたが、記者投票で川上に敗れた。頭にきた青田は、セ・リーグ会長の鈴木龍二に対してMVPを取れなかった理由を訪ねたところ、MVPは記録だけではなく品格も問われるのだ、と言われたという。同年秋に開催された日米野球では、メジャーリーグ選抜に対して青田は日本選抜チームトップの打率.333を記録。この大会で、フェリス・フェインから、メジャーリーグ投手の速球に振り遅れないためにバットを立てた方が良い、とのアドバイスを受けた。それまで青田はバットを寝かせた構えから、大きくバックスイングを取り、その反動を利用してスイングしていたが、このアドバイスを受けて再び打法の改造に取り組んだ。しかし打法改造は裏目に出て、1952年は一転して不調に陥り、打率.260、18本塁打と大きく成績を下げた。同年オフ、巨人は青田をトレードで広島カープに放出しようとする。表向きは不成績が理由であったが、毎年の契約更改で揉めていた球団代表の宇野が常々放出の機会を窺っていたこと、早稲田大学の長距離砲であった岩本堯の獲得に成功したことも理由であったという。結局、青田はトレード話を蹴りB級10年選手の資格を利用して1953年1月14日、洋松ロビンスに移籍した。
洋松に移っても引き続き3番打者を務めた。1953年はバットを寝かせる元のフォームに戻すが、形だけ元に戻してもタイミングが合わず、打率.245、9本塁打と更に成績を落とす。なお、この年の4月23日には古巣の対巨人戦でサイクル安打を達成した。1954年に入るとようやく復調し、長く球団記録となった8月の月間13本塁打を含む31本塁打で3年ぶりに本塁打王を獲得するとともに、打率も.294（リーグ11位）を記録した。1955年も好調を維持して8月23日の対阪神戦では3本塁打を放つも、延長に入って大崎三男から死球を受けて左手を骨折し、この試合までに放った17号から数字を伸ばせなかった。1956年は25本塁打、1957年は22本塁打と2年連続で本塁打王を獲得するとともに、両年ともベストナイン外野手に選出されている。またこの間、1956年5月6日川崎球場での対広島ダブルヘッダー（6・7回戦）で4打数連続本塁打を記録した。1958年は前半戦好調をキープするものの、6月29日の対中日ドラゴンズ戦で二塁へ滑り込んだ際に左足首を骨折。全治3か月の重傷で、残りのシーズンを棒に振った。
この年のオフ、西鉄の監督を務めていた三原が大洋の監督に就任する話が進んでおり、機動力を重視する三原の構想から外れた青田は自由契約となる。なお、間もなく三原の大洋入りの話はマスコミにスクープされてしまい（青田本人は自分がマスコミにリークしたと後に語っている）西鉄の引き留めにあった三原は留任している。新人時代の監督であった藤本定義から声がかかり、1958年12月30日に青田は12年ぶりに阪急に復帰するが、左足首骨折の後遺症で十分な働きができず、1959年12月11日に現役引退を表明した。

### 引退後
引退後の1960年は知人の会社に勤務し、1961年からは報知新聞評論家を務めた。
1961年11月15日に阪神タイガースの藤本定義監督が「来年、ウチへ来てコーチとして助けてくれんか？」と要請し、青田がこれを受けて阪神の打撃コーチ（実質はヘッドコーチ）に就任。契約金は800万円であった。攻撃時のサインは全て任せられるなど、藤本の片腕として補佐し、1962年のリーグ優勝に貢献。このとき、青田の尊敬する三原が監督を務めた古巣・大洋と優勝争いを繰り広げ、青田はとあるゲームの前に「三原最中」という和菓子をナインに与え「ほれ、三原を食え」とナインを叱咤激励したという逸話がある。しかし日本シリーズは水原茂率いる東映フライヤーズに2勝4敗1引き分けで敗れた。当初は1年契約であったが、藤本から次期監督の要請を断り、藤本と阪神の慰留でコーチとして1年契約延長し、1963年限りで阪神を退団。当時指導を受けた吉田義男は「青田さんは教える達人でしたね」と話している。
阪神退団後は毎日放送野球解説者（1964年）を経て、西本幸雄監督に乞われ、11月25日に阪急のヘッドコーチに就任。青田は西本に対して、なぜ自分をコーチに招聘したのかと訪ねたところ、西本は「コーチに就いた初日から選手に対して『この野郎!』と怒鳴れるコーチはあんたしかおらん」と答えている。西本にとって小林米三オーナーとの優勝の約束を果たすためには、一刻の猶予も許されなかったという考えからだった。1967年には球団初のリーグ優勝に貢献し、打撃コーチとして長池徳士・山口富士雄・森本潔らを指導した。特に大学時代、スラッガーではなかった長池にバッティングマシーンで内角への速球を打ち込む猛練習を課してリーグを代表するホームランバッターに成長させた功績が大きい。長池は引退後も「自分は青田さんによって造られたホームランバッターです」と述べている。青田理論を吸収した長池は、西武ライオンズの打撃コーチとして秋山幸二にも同じ特訓を課して育てていった。阪急でも周囲の慰留を振り切り、11月30日にまたも退団する。「コーチとして一番いかんのは、その球団に長くおるということ。自分の首を長くつなごうとするために監督の顔を伺い、取り入れることばかり考える。」と語っている。
阪急退団後、日本テレビ野球解説者（1968年 - 1971年）を経て1971年10月19日に大洋ホエールズのヘッドコーチに就任。1972年はシーズン途中で別当薫監督が休養したのを受けて、8月31日から青田が監督代行を務める。しかし1勝14敗（2分け）と成績を残すことが出来ず、青田もまた体調を崩して（胆嚢結石）休養し、宮崎剛が代行の代行となった。シーズン終了後に中部謙吉オーナーから、将来秋山登を監督にしたいので、それまでのつなぎとして監督をしてほしいと要請される。青田は、契約金は要らないがリーグ優勝した際には日本シリーズの球団収入の20%を頂戴したいと申し入れ、1972年11月14日に監督へ昇格。1973年は5月25日まで16勝6敗で5月下旬には首位に立つなどシーズン当初は好調であった。しかし5月末から急速に失速して結局5位に終わり、10月24日に辞意を表明した。
在任中はホームの川崎球場での試合と、近くにある川崎競輪場の開催日が重なった時、打撃投手兼通訳の古賀英彦を呼びつけ、賭け金を託して買いに行かせていた。当時のサラリーマンの初任給に相当する5万円で張り込むことも度々あり、予想が当たった時は古賀への御祝儀をはずんだ。選手のプレーに対して厳しい要求をする反面、試合終了後に選手個々のプレーに文句は言わなかった。サインもほとんどコーチに任せ、試合中でも赤鉛筆を舐めながら競輪の予想をしていた。当時球団内に「反青田」の選手コーチたちがいて、故意に青田のサインを無視したりしたと後に述懐している。同年6月4日に川崎市中原区等々力の多摩川合宿所にて夕食会が開かれた際には青田ら首脳陣がボーイ役を務め、焼き鳥800本、若鳥200羽、牛肉7kg、生ビール40L（計24万円分）が用意された。江藤慎一、松原誠ら選手は主賓役となり、野外でビアホールで舌鼓を打ち、英気を養った。テリー伊藤が自身の著書の中で「熱すぎて一挙に燃えてしまった『野球少年』監督」と評している。
大洋退団後は、日本テレビ（1974年）、NETテレビ（1975年〜?）、ラジオ関東の野球解説者を経て、1979年シーズン終了後の10月21日に26年ぶりにヘッドコーチとして巨人に復帰する。当時の巨人は、それまでチームを支えていたベテラン選手の衰えが顕著であり、次世代の選手の育成が急務と考えた監督の長嶋茂雄の意向だった。静岡県の伊東スタジアムにて行われた「伊東キャンプ」では江川卓、西本聖、鹿取義隆、角三男（後の盈男）、篠塚利夫（後の和典）、松本匡史ら若手選手らを徹底的に鍛えた。長嶋と青田は、両人にとっても伝え聞いて知っただけの、巨人が戦前に行った群馬県館林市の茂林寺でのキャンプを、この伊東キャンプになぞらえたのだった。この「伊東キャンプ」は後に語り草となり、このキャンプのメンバーは1980年代の巨人を支えた主力選手になっていった。
『サンデー毎日』が1979年10月にWヤングの中田治雄が野球賭博での借金を苦に熱海で自殺した事件を取材していた際に、兵庫県警や月亭可朝など、関係者から青田の名前が出たため、同誌の1979年12月末から翌1980年2月3日号まで、青田の取材を含んだ野球賭博関係の記事を毎週掲載した。青田に直接インタビューした記事では、神戸の青田の自宅近くの焼肉店で、青田が酒を飲んでいたため語気が荒く、1969年〜71年の「黒い霧事件」で青田自身が野球賭博と関係を疑われ、記者に対して「これサンデー毎日やて、お粗末なヤツらや、阿保やでほんまこいつら」と客に向かって叫び、「ピンボケ」、「勉強不足」、「バカヤロー!!」「赤ちゃんのオシッコ」などと罵倒した。青田は実兄が兵庫県警で柔道師範をやっており、「兵庫県警からオレの名前が出るわけはない」と凄んだ。青田は神戸三宮で経営していたバッティングセンターがブームが下火になって1960年に倒産し、同じ場所でレンタカー会社をやったがそれにも失敗し、暴力団に脅されているとスポーツ関係者の間でずっと囁かれていた。これに関しては暴力団に脅されているわけではない、と否定し3000万円損したら6000万円払うのは商売人なら当たり前と、利子を毎月20万円ずつ払っていると認めたが、通常に利子より高すぎた。青田がハンデ師という噂や野球賭博との関係は全否定したが、暴力団とは親しい付き合いであるとは認め、「何でヤクザと付き合うんが悪いんや」と開き直り、「王にしても長嶋にしても、山本浩二が広島で共〇会の連中によ、どこかで会って『おい、浩二、こっち一緒に来てメシ食わんか』いわれて『いやオレはいりません』とはよう言わんやろ」などと例えた。同記事は大きな反響を呼び、青田と暴力団に関する噂は球界で根強く囁かれ続かれていたため、スポーツ新聞なども大きく取り上げるなど問題が大きくなった。記事が出ると即刻鈴木龍二セ・リーグ会長が長谷川実雄巨人球団代表に調査を命じ、調査に乗り出した結果、巨人軍は1980年1月9日に青田は潔白と発表し、厳重注意だけの処分にとどめた。この報告を受け、鈴木セ・リーグ会長は関係のない他球団のスター選手を引き合いに出したことに「不謹慎もはなはだしい」と激怒し、軽い処分に不服を表明。「黒い霧事件」から10年経ち、再び球界に悪いイメージが拡がることを恐れて、巨人軍に再考を促し、1980年1月18日に青田はコーチを辞任した。
以後は野球解説者・野球評論家として日本テレビ、ラジオ日本、スポーツ報知、テレビ東京などで活動する傍ら、ロシアでの野球指導に力を入れた。解説者としては巨人贔屓のコメントが多く、映画「がんばれ!!タブチくん!!」でも『青旗昇』の名で登場。セリフはひたすら「巨人! 巨人! 巨人!」の連呼。おまけに周りのカメラマンから「『巨人』って3回言うたびに、1,000円のリベートが出てるらしい」と囁かれる、とネタにされていた。切り口は非常に厳しく球界のご意見番の異名があった。江川卓の投球を見て「テレビのスピードガンの147キロはオーバーだ。あれは145キロだ。わしの眼の方が正しい」と語ったことがある。そのことを、島根大学の教授だった橋谷博がネタにしていた。一方で、他球団のファンでアンチ巨人でもあるダンカンややくみつるなどにも「おやっさん」と呼ばれ、慕われていた。野球記者やファンが初歩的な質問をしても不機嫌な顔をしたり誤魔化さず誠実に答えていたという。また、王貞治の868本の公式戦本塁打記録が世界記録ではないことをジョシュ・ギブソンの本塁打記録（ニグロ・リーグ以外の記録も合算）を根拠に主張された時から、日本シリーズ29本、オールスターゲーム13本、日米野球23本、春秋オープン戦98本、東西対抗戦1本の計1032本に加えて、現役引退後の試合の本塁打も合算して勘定していた数少ない日本人の一人でもあった。妻が年来のローマ・カトリック信者（クリスチャン）で、子供達も全員同信徒であった。そのため闘病中の1997年10月にカトリックの洗礼を受け、正式に信徒になった。洗礼名はヨセフであった。1997年11月4日、青田は肺ガンのため死去した。72歳没。青田は先述の様にクリスチャンとなったため、青田の葬儀は聖イグナチオ教会においてキリスト教式で執り行われた。2009年1月13日、野球殿堂表彰者選考において競技者部門のエキスパート表彰で選出された。

## 人物・交友関係
愛称ジャジャ馬。プレースタイルも由縁であるが、若い頃からの奔放な言動で、その言動にも由来するネーミングであった。一方で、愛嬌のある憎めない所作や人柄が愛され、交友範囲も広かった。
- 戦後長くクリーンナップを組んだ川上哲治とは犬猿の仲のように言われたこともあったが、青田によると川上は「非常に人見知りが激しいが、親しくなればとことん自分をさらけ出してくる人」であると述べており、実際、川上が親しく話せる数少ない人物だった[59]。また、1947年夏に当時神戸（神戸市灘区五毛）の棟割り長屋に住んでいた川上が、隣の家が空いたとして知人宅に居候していた青田に引っ越してくるように勧誘し、二人はその後一年半ほど隣人関係にあった。この頃の川上の生活を直接見聞きしたことが、青田のその後の人生で非常に役立ったという[60][61]。
- 同期入団で6歳年上の藤本英雄に対して、3か月ほど入団が遅かったために当初「藤本」と呼び捨てにしていたが、監督の藤本定義から呼び捨てはひどすぎると注意され、お互いに「フーやん」「アオちゃん」と呼ぶようになった。二人は気が合い、50年以上に亘って終生交流があったという[43]。
- 本塁打王を争った大下弘、滝川中学の先輩後輩の間柄であった別所と三人で毎晩のように銀座のバーを飲み歩き、銀座の三悪人と呼ばれたという[62]。
- 旧制滝川中学時代、学校近くの屋台の寿司屋で「寿司ネタ百個食べたらタダの上、賞金一円[注 4]」の店自慢に挑戦し、青田は途中でリタイアしたが、70個のネタを平らげている。別所は米だけで二升分のネタ100個を完食し、1個3銭の寿司代を浮かしたうえ、賞金を手にした[63]。
- 巨人2年目の1943年に、既に伝説的投手であった沢村栄治と1年間だけ同僚であったが、二人で一緒に食事に出かけたり、アメリカ遠征の話をしてもらうなど、青田は沢村に大変かわいがってもらったという[64]。

## 詳細情報

### 年度別打撃成績
| 年 度      | 球 団      | 試 合 | 打 席 | 打 数 | 得 点 | 安 打 | 二 塁 打 | 三 塁 打 | 本 塁 打 | 塁 打 | 打 点 | 盗 塁 | 盗 塁 死 | 犠 打 | 犠 飛 | 四 球 | 敬 遠 | 死 球 | 三 振 | 併 殺 打 | 打 率 | 出 塁 率 | 長 打 率 | O P S |
| ---------- | ---------- | ----- | ----- | ----- | ----- | ----- | -------- | -------- | -------- | ----- | ----- | ----- | -------- | ----- | ----- | ----- | ----- | ----- | ----- | -------- | ----- | -------- | -------- | ----- |
| 1942       | 巨人       | 42    | 135   | 124   | 20    | 44    | 4        | 0        | 1        | 51    | 18    | 7     | 5        | 2     | --    | 7     | --    | 0     | 5     | --       | .355  | .389     | .411     | .801  |
| 1943       | 巨人       | 84    | 346   | 323   | 25    | 72    | 10       | 6        | 0        | 94    | 42    | 10    | 10       | 1     | --    | 22    | --    | 0     | 21    | --       | .223  | .272     | .291     | .563  |
| 1946       | 阪急       | 96    | 437   | 411   | 57    | 121   | 28       | 5        | 3        | 168   | 51    | 21    | 6        | 0     | --    | 19    | --    | 2     | 23    | --       | .294  | .329     | .409     | .737  |
| 1947       | 阪急       | 118   | 507   | 473   | 55    | 110   | 19       | 4        | 11       | 170   | 63    | 22    | 7        | 0     | --    | 34    | --    | 0     | 26    | --       | .233  | .284     | .359     | .643  |
| 1948       | 巨人       | 140   | 593   | 569   | 95    | 174   | 31       | 2        | 25       | 284   | 99    | 19    | 11       | 1     | --    | 20    | --    | 2     | 52    | --       | .306  | .332     | .499     | .831  |
| 1949       | 巨人       | 134   | 600   | 557   | 93    | 153   | 28       | 3        | 28       | 271   | 102   | 6     | 4        | 1     | --    | 37    | --    | 4     | 58    | --       | .275  | .324     | .487     | .811  |
| 1950       | 巨人       | 137   | 602   | 557   | 94    | 185   | 22       | 3        | 33       | 312   | 134   | 29    | 15       | 0     | --    | 42    | --    | 2     | 41    | 11       | .332  | .381     | .560     | .941  |
| 1951       | 巨人       | 114   | 521   | 471   | 101   | 147   | 27       | 2        | 32       | 274   | 105   | 22    | 8        | 0     | --    | 47    | --    | 3     | 39    | 9        | .312  | .378     | .582     | .960  |
| 1952       | 巨人       | 114   | 468   | 427   | 77    | 111   | 18       | 1        | 18       | 185   | 79    | 6     | 3        | 1     | --    | 38    | --    | 2     | 32    | 15       | .260  | .323     | .433     | .757  |
| 1953       | 洋松 大洋  | 105   | 438   | 404   | 45    | 99    | 18       | 4        | 9        | 152   | 40    | 2     | 2        | 2     | --    | 31    | --    | 1     | 30    | 14       | .245  | .300     | .450     | .751  |
| 1954       | 洋松 大洋  | 124   | 506   | 469   | 65    | 138   | 23       | 0        | 31       | 254   | 74    | 3     | 2        | 0     | 1     | 33    | --    | 3     | 52    | 17       | .294  | .344     | .542     | .885  |
| 1955       | 洋松 大洋  | 103   | 414   | 381   | 40    | 102   | 23       | 1        | 17       | 178   | 54    | 3     | 1        | 0     | 2     | 29    | 9     | 2     | 45    | 10       | .268  | .321     | .467     | .788  |
| 1956       | 洋松 大洋  | 129   | 539   | 502   | 48    | 130   | 13       | 2        | 25       | 222   | 65    | 1     | 3        | 0     | 2     | 35    | 6     | 0     | 69    | 16       | .259  | .306     | .442     | .748  |
| 1957       | 洋松 大洋  | 129   | 527   | 497   | 53    | 136   | 19       | 1        | 22       | 223   | 61    | 1     | 3        | 0     | 1     | 29    | 5     | 0     | 56    | 13       | .274  | .313     | .449     | .762  |
| 1958       | 洋松 大洋  | 76    | 276   | 260   | 21    | 67    | 8        | 0        | 7        | 96    | 30    | 1     | 0        | 0     | 1     | 14    | 1     | 1     | 29    | 7        | .258  | .297     | .369     | .666  |
| 1959       | 阪急       | 64    | 151   | 141   | 9     | 38    | 5        | 0        | 3        | 52    | 17    | 2     | 0        | 0     | 2     | 6     | 0     | 2     | 15    | 6        | .270  | .305     | .369     | .673  |
| 通算：16年 | 通算：16年 | 1709  | 7060  | 6566  | 898   | 1827  | 296      | 34       | 265      | 2986  | 1034  | 155   | 80       | 8     | 9     | 443   | 21    | 24    | 593   | 118      | .278  | .326     | .455     | .781  |

- 各年度の太字はリーグ最高
- 洋松（洋松ロビンス）は、1955年に大洋（大洋ホエールズ）に球団名を変更

### 通算監督成績
- 147試合 61勝 78敗 8分 勝率.439

### タイトル
- 首位打者：1回（1948年）
- 本塁打王：5回（1948年、1951年、1954年、1956年、1957年）
- 打点王：2回（1943年、1951年）
- 最多安打：1回（1948年）※当時連盟表彰なし、1994年より表彰

### 表彰
- ベストナイン：5回（外野手部門：1948年、1950年、1951年、1956年、1957年）
- 野球殿堂エキスパート部門（2009年）
- ベスト・ファーザー イエローリボン賞（1987年）

### 記録
初記録
- 初出場・初先発出場：1942年7月16日、対大洋軍9回戦（後楽園球場）、7番・左翼手で先発出場、2打数0安打

節目の記録
- 100本塁打：1950年11月3日、対松竹ロビンス20回戦（後楽園球場）、大島信雄から ※史上6人目[65]
- 1000安打：1951年9月27日、対松竹ロビンス19回戦（後楽園球場）、小林恒夫から ※史上8人目[66]
- 150本塁打：1952年9月6日、対広島カープ16回戦（十日市町営球場）、大田垣喜夫から ※史上2人目[67]
- 1000試合出場：1953年4月25日、対名古屋ドラゴンズ3回戦（大阪スタヂアム）※史上16人目
- 200本塁打：1955年7月16日、対広島カープ16回戦（三次市営球場）、松山昇から ※史上2人目[68]
- 250本塁打：1957年8月25日、対中日ドラゴンズ23回戦（川崎球場）、伊奈努から ※史上初[69]

その他の記録
- サヨナラ満塁本塁打：2回[70] ※史上最多タイ記録[71]
  - 1947年6月7日：対読売ジャイアンツ戦（後楽園）、9回に多田文久三から、スコアは4対0 ※史上2度目、逆転とつかない場合は史上2人目で、戦後初
  - 1954年4月27日：対読売ジャイアンツ戦（西京極）、9回に笠原正行から、スコアは9対8 ※史上6度目、セ・リーグ史上初。逆転とつかない場合は史上6度目で、複数回の達成はどちらも史上初
- サイクル安打：1953年4月23日、対読売ジャイアンツ3回戦（後楽園球場）※史上9人目[72]
- 外野手シーズン391刺殺：1948年 ※歴代2位
- 510試合連続出場：1946年8月24日 - 1950年7月30日 ※史上最長（当時）
- 4打席連続本塁打：1956年5月6日 ※史上初、歴代2位タイ[73]
- 4打数連続本塁打：同上 ※史上初、歴代2位タイ[73]
- オールスターゲーム出場：6回（1951年 - 1953年、1955年 - 1957年）

### 背番号
- 32（1942年 - 1943年）
- 12（1946年 - 1947年）
- 23（1948年 - 1958年）
- 1（1959年）
- 63（1962年 - 1963年）
- 40（1965年 - 1967年）
- 50（1972年 - 1973年）
- 75（1980年）

## 関連情報

### 著書
- 『青田昇の空ゆかば戦陣物語』光人社、書籍コード：ISBN 476980234X C0095

陸軍特別幹部候補生、および陸軍航空隊時代のエピソードが綴られている。
- 『ジャジャ馬一代 遺稿・青田昇自伝』ザ・マサダ、1998年01月発売、ISBN 978-4915977541

遺稿となった最後の著書。
- 『サムライ達のプロ野球 沢村栄治からONまで 青田昇交友録』ぱる出版、1994年01月発売、ISBN 978-4893863645

戦前から戦後までのプロ野球23人のサムライたちを紹介。1996年07月に文藝春秋で文庫化。

### 出演番組
- ミスターベースボール青田昇（解説者として出演していた1976年にMBSラジオで朝に放送された番組）
- MBSベースボールパーク（解説者として出演していたMBSラジオのプロ野球中継〔ナイター〕の現行タイトル）
- 次の瞬間、熱くなれ。THE BASEBALL（解説者として出演していた日本テレビのプロ野球中継の現行タイトル）
- ズームイン!!朝!（日本テレビ、「プロ野球イレコミ情報」コーナー、ご意見番（平田翼と交替で出演））
- プロ野球BOXシート（日本テレビ、コメンテーター）
- ラジオ日本ジャイアンツナイター（RFラジオ日本、解説）
- 青田昇と高山栄のジャジャ馬直球勝負（RFラジオ日本、パーソナリティ、高山栄と共演）
- 青田昇と高山栄のスポーツアイランド（RFラジオ日本、パーソナリティ、高山栄と共演）
- ゴールデンナイター（NETテレビ→テレビ朝日、解説。MBSテレビがNET系時代の1964年にも出演）
- 激生!スポーツTODAY（テレビ東京）
- M10（1992年10月、テレビ朝日）
- 火曜サスペンス劇場「虚構の空路」（1987年12月、NTV系 / 大映映像） - 旅行会社・社長 役
- 味いちもんめ（1995年、テレビ朝日）

### 青田昇を演じた声優
- 永井一郎 - 映画『プロ野球を10倍楽しく見る方法』アニメパートより。

### ゲーム出演
- プロ野球チームもつくろう（セガサターン、1998年2月19日発売、セガ・エンタープライズ）逝去3か月後に発売された。現時点で青田が実名で登場する唯一のゲーム。